# Euloge Placca Fessou
Euloge Placca Fessou (ur. 31 grudnia 1994 w Lomé) – piłkarz togijski grający na pozycji napastnika. Od 2021 jest zawodnikiem klubu Al-Tadamon SC.

## Kariera klubowa
Swoją karierę piłkarską Fessou rozpoczął w klubie OC Agaza. W jego barwach zadebiutował w 2011 roku w togijskiej Première Division. W sezonie 2013/2014 grał w Servette FC. W 2014 trafił do KFC Oosterzonen Oosterwijk. W 2016 przeszedł do K Beerschot VA. W latach 2020-2021 był wypożyczony do Lierse Kempenzonen.

## Kariera reprezentacyjna
W reprezentacji Togo Fessou zadebiutował w 2012 roku. W 2013 roku został powołany do kadry Togo na Puchar Narodów Afryki 2013.